# Anne Brusletto
Anne Brusletto, coniugata Heje (Oslo, 24 gennaio 1951), è un'ex sciatrice alpina norvegese.

## Biografia
Specialista delle prove tecniche originaria di Geilo, in Coppa del Mondo la Brusletto esordì il 24 febbraio 1968 a Oslo in slalom gigante (16ª) e ottenne il miglior risultato il giorno successivo nella medesima località in slalom speciale (8ª). Ai Mondiali di Val Gardena 1970, sua prima presenza iridata, si classificò 23ª nello slalom gigante e non completò lo slalom speciale; prese per l'ultima volta il via in Coppa del Mondo il 19 gennaio 1972 a Grindelwald in slalom speciale (23ª) e ai successivi XI Giochi olimpici invernali di Sapporo 1972, sua unica presenza olimpica e congedo agonistico internazionale, si classificò 19ª nello slalom gigante e non concluse lo slalom speciale.

## Palmarès

### Coppa del Mondo
- Miglior piazzamento in classifica generale: 48ª nel 1968

### Campionati norvegesi
- 5 medaglie[senza fonte]:
  - 1 oro (slalom gigante nel 1970)[4]
  - 2 argenti (discesa libera, combinata nel 1970)
  -  2 bronzi (slalom speciale nel 1969; slalom speciale nel 1970)[senza fonte]